# Лориен
Във фантастичния свят Арда на Дж. Р. Р. Толкин, две места са познати като Лориен. Първият Лориен е градините на валара Ирмо във Валинор (понякога дори наричат самия Ирмо Лориен). Другият Лориен е гора на континента Средна земя, намиращ се между реките Келебрант и Андуин, управляван от елфическата владетелка Галадриел и съпруга ѝ - Келеборн.
Както и този в северен Мраколес, народът на Лотлориен се състоял главно от елфи от нандорски произход, които произлизали от елфите дошли от изток. Като такива техните най-ранни поселища лежали разпръснати и по двете страни на горната страна на Андуин.